# ويليام إي. غوردون
ويليام إيدوين غوردون (بالإنجليزية: William Edwin Gordon)‏ هو فيزيائي وعالم فلك وعالم أمريكي، ولد في 8 يناير 1918 في باترسون في الولايات المتحدة، وتوفي في 16 فبراير 2010 في نيويورك في الولايات المتحدة.

## وصلات خارجية
- ويليام إي. غوردون على موقع إن إن دي بي (الإنجليزية)